# 西周桓公
西周桓公，姓姬，名揭，是中國戰國時期小國西周的首任國君。
西周桓公是周考王之弟，周考王将他封於河南（洛阳周边），以續周公之官職。
楊寬《戰國史料編年輯証》考訂為前440年－前415年，在位26年。
| 前任： — | 战国西周國君 前440年—前415年 | 繼任： 子西周威公 |